# Alexandre Lacazette
Alexandre Lacazette (Lyon, 28 mei 1991) is een Franse voetballer die doorgaans als aanvaller speelt. Hij tekende in juli 2025 een contract bij Neom SC, dat hem overnam van Olympique Lyon. Eerder speelde hij bij Arsenal. Lacazette debuteerde op 5 juni 2013 in het Frans voetbalelftal.

## Clubcarrière

### Olympique Lyon
Na eerst vijf jaar te hebben gespeeld voor ELCS Lyon, verhuisde Lacazette in 2003 naar de grootste club uit Lyon. In het seizoen 2009/10 maakte hij zijn debuut in het eerste elftal van toenmalig coach Claude Puel. Na afloop van het seizoen 2014/15 werd Lacazette verkozen tot Frans speler van het jaar. Hij werd dat seizoen met Lyon tweede in de Ligue 1, achter Paris Saint-Germain. Lacazette speelde uiteindelijk acht jaar in het eerste elftal van Lyon. Hij maakte in die tijd 100 doelpunten in 203 competitiewedstrijden. Hij won in het seizoen 2011/12 de Coupe de France met de club en drie maanden later ook de Trophée des Champions.

### Arsenal
Lacazette tekende in juli 2017 een contract bij Arsenal. Dat betaalde circa €51.300.000,- voor hem aan Olympique Lyon, dat daarbij tot circa €8.700.000,- extra aan eventuele bonussen in het vooruitzicht kreeg gesteld. Daarmee was hij op dat moment de duurste aankoop ooit voor Arsenal.
Lacazette maakte op 6 augustus 2017 zijn debuut voor Arsenal, tijdens de gewonnen wedstrijd om de FA Community Shield 2017. Zijn competitiedebuut volgde op 11 augustus 2017, tijdens de eerste Premier League-wedstrijd van het seizoen. Hij zette die dag na 92 seconden de 1-0 op het scorebord in een met 4–3 gewonnen wedstrijd tegen Leicester City. Daarmee werd hij de snelste scorende debutant ooit in de Premier League.

## Clubstatistieken
| Seizoen     | Club           | Competitie     | Competitie | Competitie | Competitie | Beker | Beker | Beker | Europa | Europa | Europa | Totaal | Totaal | Totaal |
| Seizoen     | Club           | Competitie     | Wed.       | Dlp.       | Ass.       | Wed.  | Dlp.  | Ass.  | Wed.   | Dlp.   | Ass.   | Wed.   | Dlp.   | Ass.   |
| ----------- | -------------- | -------------- | ---------- | ---------- | ---------- | ----- | ----- | ----- | ------ | ------ | ------ | ------ | ------ | ------ |
| 2009/10     | Olympique Lyon | Ligue 1        | 1          | 0          | 0          | 0     | 0     | 0     | —      | —      | —      | 1      | 0      | 0      |
| 2010/11     | Olympique Lyon | Ligue 1        | 9          | 1          | 0          | 0     | 0     | 0     | 2      | 1      | 2      | 11     | 2      | 2      |
| 2011/12     | Olympique Lyon | Ligue 1        | 29         | 5          | 4          | 8     | 4     | 1     | 6      | 1      | 1      | 43     | 10     | 6      |
| 2012/13     | Olympique Lyon | Ligue 1        | 31         | 3          | 9          | 1     | 0     | 1     | 5      | 1      | 0      | 37     | 4      | 10     |
| 2013/14     | Olympique Lyon | Ligue 1        | 36         | 15         | 5          | 6     | 5     | 2     | 12     | 2      | 1      | 54     | 22     | 8      |
| 2014/15     | Olympique Lyon | Ligue 1        | 33         | 27         | 8          | 3     | 3     | 0     | 4      | 1      | 0      | 40     | 31     | 8      |
| 2015/16     | Olympique Lyon | Ligue 1        | 34         | 21         | 3          | 4     | 0     | 1     | 6      | 2      | 0      | 44     | 23     | 4      |
| 2016/17     | Olympique Lyon | Ligue 1        | 30         | 28         | 3          | 3     | 2     | 1     | 12     | 7      | 1      | 45     | 37     | 5      |
| Club totaal | Club totaal    | Club totaal    | 203        | 100        | 32         | 25    | 14    | 6     | 47     | 15     | 5      | 275    | 129    | 43     |
| 2017/18     | Arsenal        | Premier League | 32         | 14         | 5          | 3     | 0     | 0     | 4      | 3      | 0      | 39     | 17     | 5      |
| 2018/19     | Arsenal        | Premier League | 35         | 13         | 10         | 4     | 1     | 1     | 10     | 5      | 2      | 49     | 19     | 13     |
| 2019/20     | Arsenal        | Premier League | 30         | 10         | 6          | 4     | 0     | 1     | 5      | 2      | 0      | 39     | 12     | 7      |
| 2020/21     | Arsenal        | Premier League | 31         | 13         | 2          | 4     | 1     | 1     | 8      | 3      | 0      | 43     | 17     | 3      |
| 2021/22     | Arsenal        | Premier League | 30         | 4          | 7          | 6     | 2     | 1     | —      | —      | —      | 36     | 6      | 8      |
| Club totaal | Club totaal    | Club totaal    | 158        | 54         | 30         | 21    | 4     | 4     | 27     | 13     | 2      | 206    | 71     | 36     |
| 2022/23     | Olympique Lyon | Ligue 1        | 35         | 27         | 5          | 4     | 4     | 0     | —      | —      | —      | 14     | 8      | 3      |
| Club totaal | Club totaal    | Club totaal    | 217        | 108        | 35         | 25    | 14    | 6     | 47     | 15     | 5      | 289    | 137    | 46     |
| TOTAAL      | TOTAAL         | TOTAAL         | 375        | 162        | 65         | 46    | 18    | 10    | 74     | 28     | 7      | 495    | 208    | 82     |

## Interlandcarrière
Onder leiding van bondscoach Didier Deschamps maakte Lacazette zijn debuut voor de nationale A-ploeg op woensdag 5 juni 2013 in de vriendschappelijke uitwedstrijd tegen Uruguay, net als Eliaquim Mangala (FC Porto), Clément Grenier (Olympique Lyon) en Josuha Guilavogui (AS Saint-Étienne). Lacazette viel in dat duel na 58 minuten in voor Yoann Gourcuff. Op 29 maart 2015 maakte hij zijn eerste doelpunt voor de nationale ploeg. Dit deed hij in de met 2–0 gewonnen wedstrijd tegen Denemarken. Lacazette ontbrak in de 23-koppige selectie van Les Bleus voor het WK voetbal 2018 in Rusland, net als Anthony Martial (Manchester United), Dimitri Payet (Olympique Marseille), Karim Benzema (Real Madrid) en Lucas Digne (FC Barcelona). Op Payet (geblesseerd) na stonden allen op de reservelijst van bondscoach Deschamps.
| Interlands van Alexandre Lacazette voor Frankrijk | Interlands van Alexandre Lacazette voor Frankrijk | Interlands van Alexandre Lacazette voor Frankrijk | Interlands van Alexandre Lacazette voor Frankrijk | Interlands van Alexandre Lacazette voor Frankrijk | Interlands van Alexandre Lacazette voor Frankrijk |
| №                                                 | Datum                                             | Wedstrijd                                         | Uitslag                                           | Soort wedstrijd                                   | Doelpunten                                        |
| Als speler bij Olympique Lyon                     | Als speler bij Olympique Lyon                     | Als speler bij Olympique Lyon                     | Als speler bij Olympique Lyon                     | Als speler bij Olympique Lyon                     | Als speler bij Olympique Lyon                     |
| ------------------------------------------------- | ------------------------------------------------- | ------------------------------------------------- | ------------------------------------------------- | ------------------------------------------------- | ------------------------------------------------- |
| 1.                                                | 5 juni 2013                                       | Uruguay – Frankrijk                               | 1 – 0                                             | Vriendschappelijk                                 | 0                                                 |
| 2.                                                | 9 juni 2013                                       | Brazilië – Frankrijk                              | 3 – 0                                             | Vriendschappelijk                                 | 0                                                 |
| 3.                                                | 7 september 2014                                  | Servië – Frankrijk                                | 1 – 1                                             | Vriendschappelijk                                 | 0                                                 |
| 4.                                                | 14 november 2014                                  | Frankrijk – Albanië                               | 1 – 1                                             | Vriendschappelijk                                 | 0                                                 |
| 5.                                                | 18 november 2014                                  | Frankrijk – Zweden                                | 1 – 0                                             | Vriendschappelijk                                 | 0                                                 |
| 6.                                                | 29 maart 2015                                     | Frankrijk – Denemarken                            | 2 – 0                                             | Vriendschappelijk                                 | 1                                                 |
| 7.                                                | 7 juni 2015                                       | Frankrijk – België                                | 3 – 4                                             | Vriendschappelijk                                 | 0                                                 |
| 8.                                                | 13 juni 2015                                      | Albanië – Frankrijk                               | 1 – 0                                             | Vriendschappelijk                                 | 0                                                 |
| 9.                                                | 8 oktober 2015                                    | Frankrijk – Armenië                               | 4 – 0                                             | Vriendschappelijk                                 | 0                                                 |
| 10.                                               | 11 oktober 2015                                   | Denemarken – Frankrijk                            | 1 – 2                                             | Vriendschappelijk                                 | 0                                                 |

Bijgewerkt t/m 11 oktober 2015

## Erelijst
| Competitie            |                |                |
| Competitie            | Aantal         | Jaren          |
| Olympique Lyon        | Olympique Lyon | Olympique Lyon |
| --------------------- | -------------- | -------------- |
| Coupe de France       | 1×             | 2011/12        |
| Trophée des Champions | 1×             | 2012           |
| Arsenal               |                |                |
| FA Community Shield   | 1×             | 2017           |
| FA Cup                | 1×             | 2019/20        |
| Frankrijk –19         |                |                |
| Europees kampioen -19 | 1×             | 2010           |

1 Lopes ·
3 Tagliafico ·
4 Akouokou ·
6 Caqueret ·
7 Veretout ·
8 Tolisso ·
9 Orban ·
10 Lacazette  ·
11 Fofana ·
15 Tessmann ·
16 Vinícius ·
17 Benrahma ·
18 Cherki ·
19 Niakhaté ·
20 Kumbedi ·
22 Mata ·
23 Perri ·
27 Omari ·
28 Da Silva ·
31 Matić ·
34 Diawara ·
37 Nuamah ·
40 Descamps ·
55 Ćaleta-Car ·
69 Mikautadze ·
98 Maitland-Niles ·
Coach: Sage
· Keeperstrainer: Vercoutre